# حيدرة بن دوغان بن هبة
الأمير حيدرة بن دوغان بن جعفر بن هبة الله بن جماز بن منصور بن جماز بن شيحة بن هاشم آل هبة الله الجمازي الشيحي الهاشمي من سليل آل جماز بن منصور من آل مهنا أمراء أشراف المدينة المنورة أحفاد الإمام الحسين بن علي بن أبي طالب من بني هاشم من قريش، الذين كانت فيهم إمارة المدينة المنورة وفي أبناء عمومتهم آل نعير بن منصور منافسيهم عليها. وهو أخو الأمير خشرم بن دوغان أمير المدينة المنورة سابقا الذي تأمر من سنة 829هـ إلى آخر سنة 832هـ، وعم أميرها سابقا ضيغم بن خشرم بن دوغان الذي تأمر من سنة 810هـ حتى آخر سنة 811هـ.
ولد ونشأ في المدينة المنورة وتوفي فيها مقتولا سنة 846هـ.

## نسبه
هو السيد الشريف الأمير حيدرة بن دوغان بن جعفر بن هبة الله بن جماز بن منصور بن جماز بن شيحة بن هاشم بن قاسم بن مهنا بن حسين بن مهنا بن داود بن القاسم بن عبيد الله بن طاهر بن يحيى بن الحسن بن جعفر بن عبيد الله ابن الحسين بن زين العابدين ابن الحسين بن علي بن أبي طالب
آل هبة الله الجمازي الشيحي المهايني الحسيني الهاشمي القرشي المضري العدناني.

## إمارته على المدينة المنورة
أمير المدينة المنورة وكالة سنة 842هـ، وأصالة واستقلال سنة 846هـ.
ناب في إمرة المدينة المنورة عن ابن عمه السيد الشريف الأمير سليمان بن غرير بن هيازع آل هبة الله الجمازي الشيحي الحسيني، ثم بعد موته إستقل الأمير الشريف حيدرة بن دوغان بإمرة المدينة المنورة بإجماع أهلها في ربيع الآخر سنة 846هـ إلى أن جاءه المرسوم بعد نحو شهرين.
وقد قُتِلَ، حيث أُصيب في معركة، فتعلل نحو شهرين، ثم ما في رمضان نفس السنة، واستقر بعده على إمرة الميدنة المنورة مع أمير الترك، موسى بن كبيش بن جماز، وثم ضيغم بن خشرم النعيري.
ومن أخباره أيضا: في سنة 839هـ وثب الشريف السيد حيدرة بن دوغان على السيد الشريف مانع بن علي، وقد خرج للصيد، خارج المدينة في عاشر جمادى الآخرة، وقتله بدم أخيه السيد الشريف الأمير خشرم بن دوغان وابن أخيه السيد الشريف الأمير ضيغم بن خشرم.